# Відчиняю
«Відчиняю» — пісня записана українською співачкою Тіною Кароль. Композиція була випущена 30 серпня 2024 року як перший сингл із одинадцятого студійного альбому виконавиці під назвою Лірика (2024). Слова та музику до пісні написано Тіною Кароль, співавтором слів став Денис Прохорчук. Продюсерами виступили Тіна Кароль та Євген Філатов. Пісня була випущена в жанрі танцювальний поп з елементами діп-хауса та тустеп-герідж.

## Опис та реліз
Пісня «Відчиняю» — вибухова та сповнена жіночої енергії і магнетизму, де ідеально поєднанні танцювальний драйв та сенси.
Ця композиція є першою і центральною з майбутнього альбому виконавиці, який отримав назву Лірика. Його реліз заплановано на 19 вересня.

## Музичне відео
Прем’єра нового відеокліпу на пісню «Дзвони», відбулася 30 серпня 2024 року на офіційному YouTube каналі співака.
Режисеркою відеокліпу виступила Ната Курган, яка раніше знімала відео для Тіни Кароль на її пісні «Не святі», «Троянди» та «Стерва».
У кліпі Кароль постає меланхолійною та яскравою. Співачка поєднала танцювальний драйв та сенс нової пісні. Хореографом-постановником кліпу став Костянтин Гордієнко.

## Список композицій
| Цифрове завантаження, стрімінг | Цифрове завантаження, стрімінг | Цифрове завантаження, стрімінг | Цифрове завантаження, стрімінг | Цифрове завантаження, стрімінг |
| #                              | Назва                          | Автор слів                     | Автор музики                   | Тривалість                     |
| ------------------------------ | ------------------------------ | ------------------------------ | ------------------------------ | ------------------------------ |
| 1.                             | «Відчиняю»                     | Тіна Кароль, Денис Прохорчук   | Тіна Кароль                    | 3:20                           |
| 3:20                           |                                |                                |                                |                                |

## Учасники запису
Інформація взята із сервісу YouTube
- Продюсер: 
  - Тіна Кароль;
  - Євген Філатов
- Вокал: 
  - Тіна Кароль
- Бек-вокал: 
  - Тіна Кароль
- Музика: 
  - Тіна Кароль
- Слова: 
  - Тіна Кароль;
  - Денис Прохорчук.
- Запис вокалу: 
  - Володимир Григорович
- Редагування вокалу: 
  - Володимир Григорович
- Аранжування: 
  - Євген Філатов

## Чарти

### Щотижневі чарти
| Чарт (2024)                     | Найвища позиція |
| ------------------------------- | --------------- |
| Україна (TopHit All Media Hits) | 16              |
| Україна (TopHit Radio Hits)     | 15              |
| Україна (TopHit YouTube Hits)   | 38              |

## Історія релізу
| Регіон          | Дата           | Формат                                                  | Версія      | Лейбл             | Дж.          |
| --------------- | -------------- | ------------------------------------------------------- | ----------- | ----------------- | ------------ |
| Україна та світ | 30 серпня 2024 | Радіоротація, цифрове завантаження, стрімінг, відеокліп | Оригінальна | Самостійний реліз | [ 13 ] [ 9 ] |